# Балантак (язык)
Балантак (индон. Bahasa Balantak) — один из австронезийских языков, распространён на острове Сулавеси — в о́круге Бангай провинции Центральный Сулавеси (Индонезия).
По данным Ethnologue, количество носителей данного языка составляло 30 тыс. чел. в 2000 году.
Письменность на основе латинской графики. Доля грамотных не превышает 10%.
Многие носители языка также разговаривают на индонезийском, который является государственным и служит языком межнационального общения.